# Лор Боск
Лор Боск (фр. Laure Bosc, 25 лютого 1988, Каркассонн, Франція) — Французька біатлоністка, триразова чемпіонка світу серед юніорів.

## Виступи на Чемпіонатах Європи
| Рік  | Місце проведення | ІН | СП | ПЕ | МС | ЕС |
| ---- | ---------------- | -- | -- | -- | -- | -- |
| 2010 | Отепя            | 29 | 20 | 25 | —  | —  |

## Виступи на Чемпіонатах світу серед юніорів
| Рік  | Місце проведення | ІН | СП | ПЕ | МС | ЕС |
| ---- | ---------------- | -- | -- | -- | -- | -- |
| 2007 | Валь-Мартелло    | 1  | 1  | 3  | —  | 1  |
| 2008 | Рупольдінг       | 29 | —  | —  | —  | —  |
| 2009 | Канмор           | 5  | 16 | 13 | —  | 4  |